# Psaliodes miniata
Psaliodes miniata là một loài bướm đêm trong họ Geometridae.